# Costus schlechteri
Costus schlechteri là một loài thực vật có hoa trong họ Costaceae. Loài này được H.J.P.Winkl. mô tả khoa học đầu tiên năm 1908.